# Bracon minutus
Bracon minutus är en stekelart som först beskrevs av Gyöö Viktor Szépligeti 1908.  Bracon minutus ingår i släktet Bracon och familjen bracksteklar. Inga underarter finns listade.